# Гросфельдзідлунг (станція метро)
48°16′16″ пн. ш. 16°26′52″ сх. д. / 48.2711° пн. ш. 16.4479° сх. д.
«Гросфельдзідлунг» (нім. Großfeldsiedlung) — станція Віденського метрополітену, розміщена на лінії U1 між станціями «Адерклаер-штрасе» та «Леопольдау». Відкрита 2 вересня 2006 року у складі дільниці «Кагран» — «Леопольдау». Названа за місцевістю, в якій розташована.
Розташована в 21-му районі Відня (Флоридсдорф), під вулицею Кюршнер-гассе. Має виходи на Кюршнер-гассе (північний) та Доп-штрасе (південний). Незначний пасажиропотік.
Станція підземна, однопрогонна. Оброблена металом, виконана у холодних сріблястих кольорах з червоним акцентом.